# 林業労働者国民連合・民主主義者
林業労働者国民連合・民主主義者（りんぎょうろうどうしゃこくみんれんごう・みんしゅしゅぎしゃ、フランス語: Rassemblement national des Bûcherons - Démocratique、略称:RNB-D、英語: National Woodcutters' Rally – Democratic）、または、林業労働者国民連合コンビラ派（りんぎょうろうどうしゃこくみんれんごうコンビラは）は、ガボンの政党。
1991年ポール・ムバ・アブソール神父によって「林業労働者国民連合」が結成された。1990年代を通じて同党は野党であったが、1998年7月ピエール＝アンドレ・コンビラ（Pierre-André Kombila）が反主流派として結成し、後に離党、入閣した。
2001年12月9日の総選挙では下院国民議会で1議席を維持し、2006年12月17日から12月24日に行われた総選挙でも、1議席を維持した。
2008年1月25、26日の両日、第3回党大会を開催し、正式に林業労働者国民会議・民主主義者は大統領与党連合に参加した。コンビラは党首に再選され、新たに党首を補佐するために書記長職が設置され、アレクシス・メンゲ・メイエ（Alexis Mengue Méyé）が選出された。